# Шолто Дуглас
Вільям Шолто Дуглас, 1-й барон Дуглас Кертлсайдський (англ. William Sholto Douglas, 1st Baron Douglas of Kirtleside; 23 грудня 1893, Гедінгтон — 29 жовтня 1969, Нортгемптон) — британський воєначальник, Маршал Королівських повітряних сил (1946) ПС Великої Британії. Командувач Винищувального (1940—1942) і Берегового командувань Королівських ПС (1944–45). Учасник Першої та Другої світових воєн.
Брав участь пілотом та командиром ескадрильї під час Першої світової війни. У міжвоєнні роки служив інструктором-пілотом, перш ніж стати директором штабу, а потім помічником начальника штабу авіації в Міністерстві авіації.
Під час Другої світової війни Дуглас мав значні суперечки з іншими вищими командирами Повітряних сил через стратегію битви за Британію. Дуглас виступав за більш агресивну тактику дій за допомогою стратегії «великого крила», тобто масованого застоування винищувальної авіації для захисту повітряного простору Великої Британії від рейдів ворожих бомбардувальників. Згодом став командувачем Винищувального командування, у цій ролі він відповідав за відновлення сили Командування після виснаження у битві за Британію. З 1942 року Шолто Дуглас обійняв посаду командувача Командування Королівських ВПС на Близькому Сході, а з 1944 року — очолював Берегове командування ПС. Після війни він став командувачем британської зони окупації в Німеччині.
З 1949 по 1964 рік він обіймав посаду голови British European Airways.

## Біографія
Військова кар'єра
- 15 серпня 1914 — другий лейтенант
- 9 червня 1915 — лейтенант
- 10 січня 1916 — капітан (тимчасове звання)
- 1 липня 1916 — майор (тимчасове звання)

- 1 квітня 1918 — майор (тимчасове звання)
- 20 листопада 1918 — підполковник
- 25 березня 1920 — сквадрон-лідер
- 1 січня 1925 — вінг-командер
- 1 січня 1932 — груп-кептен
- 1 липня 1935 — командор повітряних сил
- 1 січня 1938 — віцемаршал повітряних сил
- 25 листопада 1940 — маршал повітряних сил (тимчасове звання)
- 14 квітня 1942 — маршал повітряних сил
- 1 липня 1942 — головний маршал повітряних сил (тимчасове звання)
- 6 червня 1945 — головний маршал повітряних сил
- 1 січня 1946 — Маршал Королівських повітряних сил

Вільям Шолто Дуглас народився в сім'ї Роберта Ленгтона Дугласа та його дружини Маргарет Джейн Дуглас (уроджена Кеннон). Освіту здобув у школах Емануеля, Тонбриджській школі та Лінкольн-коледжі в Оксфорді.
15 серпня 1914 року Дуглас отримав звання другого лейтенанта Королівської польової артилерії. У січні 1915 року, після розбіжностей зі своїм командиром, він перейшов до Королівського льотного корпусу, приєднавшись до ескадрильї № 2 як спостерігач. Невдовзі він вивчився на пілота та отримав сертифікат Королівського аероклубу № 1301. 9 червня 1915 року підвищений у лейтенанти, він став пілотом ескадрильї № 14 у Шоремі в липні 1915 року, а потім був переведений до ескадрильї № 8, яка літала на літаках B.E.2c на Західному фронті. В грудні 1915 року Дуглас приєднався до ескадрильї № 18 в Монтроузі. 14 січня 1916 року нагороджений Військовим хрестом.
У квітні 1916 року Дуглас став командиром ескадрильї № 43, яка літала на Sopwith 1½ Strutter на Західному фронті, а 1 липня 1916 року, отримавши тимчасове звання майора, став командиром ескадрильї № 84, яка літала на літаках S.E.5. 8 лютого 1919 року він був нагороджений хрестом «За видатні льотні заслуги».
Після війни Дуглас недовго працював у «Хендлі Пейдж» комерційним пілотом, перш ніж повернутися до Королівських ПС у 1920 році після випадкової зустрічі з Г'ю Тренчардом. 25 березня 1920 року Дуглас був призначений командиром ескадрильї, згодом поступив на навчання до штабного коледжу ПС, а потім чотири роки пропрацював льотним інструктором. 1 січня 1925 року отримав звання вінг-командер і продовжив свою роботу інструктором до вступу в Імперський оборонний коледж у 1927 році. У січні 1928 року він став командиром авіабази ПС Норт-Вілд, а у серпні 1929 року приєднався до авіаційного штабу командування на Близькому Сході в Хартумі. В червні 1932 року він став інструктором в Імперському коледжі оборони. У 1935 році його призначили директором одного з відділів Міністерства авіації. 1 січня 1938 року Шолто Дуглас отримав звання віце-маршала авіації, а 17 лютого 1938 року він став помічником начальника штабу авіації.
22 квітня 1940 року він був призначений заступником начальника штабу авіації. Протягом 1940 року Дуглас і Траффорд Лі-Меллорі сварилися з керівником групи № 11 Кейтом Парком і командувачем Винищувального командування Г'ю Даудінгом через стратегію битви за Британію. Дуглас виступав за більш агресивну тактику застосування військової авіації Королівства за допомогою стратегії «Великого крила», тобто масованого застосування винищувачів для захисту повітряного простору Великої Британії від рейдів ворожих бомбардувальників. Коли в жовтні 1940 року Чарльза Портала було призначено начальником штабу авіації, він підтримав Дугласа, перемістивши Парка та Даудінга та призначивши Дугласа замість Даудінга на посаду командувача Винищувального командування з присвоєнням 25 листопада 1940 року тимчасового звання маршала авіації.

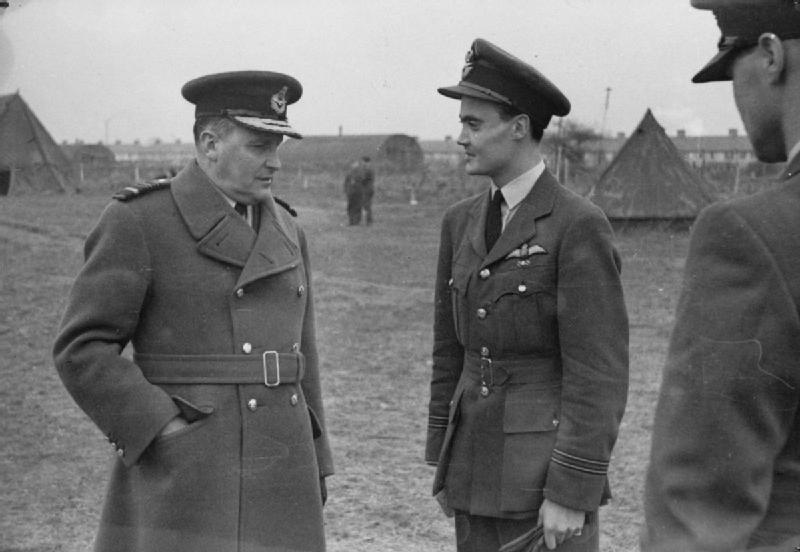
Шолто Дуглас під час відвідування бази Гестон. 1941

Приблизно в цей час прем'єр-міністр Вінстон Черчилль рекомендував Дугласу очолити Китайсько-бірмансько-індійський театр воєнних дій, але генерал Джордж К. Маршалл, начальник штабу Армії США, відмовився прийняти цю кандидатуру через добре відому неприязнь Дугласа до американців. Як головнокомандувач Винищувального командування, Дуглас відповідав за відновлення сил свого підпорядкованого Командування після виснаження у битві за Британію, а також за зміну стратегії застосування винищувальної авіації та переходу її в наступ, щоб вирвати ініціативу в повітрі у німецьких Люфтваффе. Таким чином, він був одним із головних організаторів єдиного частково успішного наступу «Циркус», під час якого великі винищувальні авіакрила у супроводі бомбардувальників скористалися гарною погодою, щоб завдати ударів у Північній Франції.
28 листопада 1942 року Дугласа змінив на посаді командувача Винищувального командування Траффорд Лі-Меллорі, і його перевели до Єгипту, де в січні 1943 року він очолив повітряний флот британських ПС на Близькому Сході. На цій посаді Дуглас був прихильником операції «Аколада», запланованої висадки британського десанту на Родос і Додеканеські острови в Егейському морі, і був розчарований, коли її скасували.
В січні 1944 року Дуглас повернувся до Англії, щоб очолити Берегове командування під час вторгнення в Нормандію. 6 червня 1945 року він, отримавши звання головного маршала авіації, став Головнокомандувачем окупаційних ПС Британії в липні 1945. 1 січня 1946 року він став кавалером Великого хреста ордена Лазні.
17 лютого 1948 року він був зведений до перів як барон Дуглас із Кертлсайду, Дорнок у графстві Дамфрісшир, будучи членом Лейбористської партії. Дуглас пішов у відставку в 1947 році і в 1949 році став головою British European Airways, та залишався на цій посаді до 1964 року.
29 жовтня 1969 року Шолто Дуглас помер у лікарні в Нортгемптоні і був похований у Сент-Клемент Дейнс на Стренді в Лондоні.